# Мартиншћица (Црес)
Мартиншћица (хрв. Martinšćica) је насељено место у саставу града Црес, на острву Црес, Приморско-горанска жупанија, Хрватска.

## Историја
До територијалне реорганизације у Хрватској била је у саставу старе општине Црес-Лошињ.

## Становништво
У попису становништва из 2011. године, Мартиншћица је имала 132 становника.
| Број становника према пописима | Број становника према пописима | Број становника према пописима | Број становника према пописима | Број становника према пописима | Број становника према пописима | Број становника према пописима | Број становника према пописима | Број становника према пописима | Број становника према пописима | Број становника према пописима | Број становника према пописима | Број становника према пописима | Број становника према пописима | Број становника према пописима | Број становника према пописима |
| ------------------------------ | ------------------------------ | ------------------------------ | ------------------------------ | ------------------------------ | ------------------------------ | ------------------------------ | ------------------------------ | ------------------------------ | ------------------------------ | ------------------------------ | ------------------------------ | ------------------------------ | ------------------------------ | ------------------------------ | ------------------------------ |
| 1857                           | 1869                           | 1880                           | 1890                           | 1900                           | 1910                           | 1921                           | 1931                           | 1948                           | 1953                           | 1961                           | 1971                           | 1981                           | 1991                           | 2001                           | 2011                           |
| 344                            | 346                            | 186                            | 233                            | 177                            | 291                            | 542                            | 545                            | 253                            | 208                            | 162                            | 157                            | 133                            | 186                            | 155                            | 132                            |

Напомена: Године 1857, 1869, 1921. и 1931. садржи податке за насеља Грмов, Михолашћица и Видовићи.

### Попис1991.
У попису становништва из 1991. године, Мартиншћица је имала 186 становника, следећег националног састава:
| Попис 1991.‍  | Попис 1991.‍  | Попис 1991.‍ | Попис 1991.‍ | Попис 1991.‍ |
| ------------ | ------------ | ----------- | ----------- | ----------- |
|              |              |             |             |             |
| Хрвати       | Хрвати       |             | 162         | 87,09%      |
| Албанци      | Албанци      |             | 5           | 2,68%       |
| Срби         | Срби         |             | 5           | 2,68%       |
| Југословени  | Југословени  |             | 4           | 2,15%       |
| Муслимани    | Муслимани    |             | 2           | 1,07%       |
| Словенци     | Словенци     |             | 1           | 0,53%       |
| неопредељени | неопредељени |             | 7           | 3,76%       |
| укупно: 186  |              |             |             |             |